# Lac Machisque
Lac Machisque är en sjö i Kanada.   Den ligger i regionen Saguenay–Lac-Saint-Jean och provinsen Québec, i den östra delen av landet, 700 km nordost om huvudstaden Ottawa. Lac Machisque ligger 540 meter över havet. Arean är 33 kvadratkilometer. Den sträcker sig 21,9 kilometer i nord-sydlig riktning, och 6,7 kilometer i öst-västlig riktning.
Trakten runt Lac Machisque är nära nog obefolkad, med mindre än två invånare per kvadratkilometer.